# دافين وايت
دافين وايت (بالإنجليزية: Davin White)‏ مواليد 31 ديسمبر 1981 في فينيكس، هو لاعب كرة سلة أمريكي. بدأ مسيرته الاحترافية في سنة 2005. يلعب مع كانارياس لكرة السلة في الدوري الإسباني لكرة السلة كلاعب هجوم خلفي. يحمل الرقم 34. يبلغ طوله 6 قدم 1 بوصة (1.9 م).

## المسيرة الاحترافية
لعب مع نادي رادنيتشكي كراغوييفاتس لكرة السلة في سنة 2009، ثم لعب مع فينيكس هاغن في الدوري الألماني في سنة 2012.

## روابط خارجية
- دافين وايت على موقع الدوري الأوروبي لكرة السلة (الإنجليزية)
- دافين وايت على موقع الدوري الإسباني لكرة السلة (الإسبانية)
- دافين وايت على موقع كرة السلة الأوروبية.كوم (الإنجليزية)
- دافين وايت على موقع كلية كرة السلة في سبورتس رفرنس.كوم (الإنجليزية)
- دافين وايت على موقع ريلجم (الإنجليزية)
- دافين وايت على موقع بروبوليرز (الإنجليزية)
- دافين وايت على موقع سبورتس رفرنس (الإنجليزية)
- دافين وايت على موقع سبورتس رفرنس (الإنجليزية)